# سید ابراهیم اخوی تهرانی
سیدابراهیم اخوی تهرانی از خوانین و ملاکین ایرانی بود، که در دوره نخست بعنوان نماینده تهران در مجلس شورای ملی حضور داشت.